# Уралоргсинтез
АО «Уралоргсинтез» — крупное нефтехимическое предприятие Пермского края. Расположено в 16 км от г. Чайковский. С 1998 года входило в состав крупнейшего нефтехимического комплекса СИБУР, с апреля 2017 перешло под контроль Группы компаний ЭКТОС. Является бюджетообразующим предприятием муниципального района и  входит в число основных налогоплательщиков г. Чайковского. В 2006 году ОАО «Уралоргсинтез» занесено в Книгу Почета г. Чайковского.

## История
Постановлением Совета народного хозяйства Западноуральского экономического района  от 5 ноября 1964 года № 336 было принято решение  об открытии в г. Чайковском строительства завода синтетического каучука. 
В 1965 году строительство было начато. В 1979 году введена в действие центральная  газофракционирующая установка (ЦГФУ), предназначенная для первичной переработки сырья нефтехимических производств. 
В 2007 году мощность центральной газофракционирующей установки по переработке широкой фракции легких углеводородов была доведена до 800000 тонн в год.  
После вхождения в 1998 году состав ПАО «СИБУР Холдинг» предприятие стало постепенно восстанавливать утраченные позиции одного из крупнейших производителей продуктов переработки нефтяных газов на российском рынке, производства сжиженных газов, высокооктановой добавки (МТБЭ) к бензинам.
Концепцией стратегического развития  для ОАО «Уралоргсинтез»  стало направление на повышение качества выпускаемой продукции, обеспечение стабильного роста прибыли, совершенствование процессов  производства и освоение новых технологий. 
Указанная концепция реализуется в постоянной модернизации действующих на предприятии производств. 
В 1998 году была введена новая технология получения бензола, за которую  в 2005 году ОАО «Уралоргсинтез» было удостоено Диплома  V Московского международного салона инноваций и инвестиций.   
В 2000 году была пущена установка по производству собственного изобутилена.
В 2004 году введён в эксплуатацию  ещё один цех по выделению нефтяного бензола из пироконденсата, обеспечивая, таким образом, более глубокую переработку сырья.
В апреле 2017 года СИБУР закрыл сделку по продаже 100% акций АО «Уралоргсинтез» компании ЭКТОС, одному из ведущих производителей высокооктановых компонентов топлива в России.

## Рынки сбыта продукции
Производимая в АО «Уралоргсинтез» продукция  поставляется как на внутри российский рынок, так и на экспорт.
На внутреннем рынке России потребителями продукции являются:  ОАО «Сибур-Нефтехим» (г. Нижний  Новгород); ООО  «ПСП Кимовскгазстрой» (г. Тула); ЗАО «Сибур-Газсервис» (г. Москва); ЗАО «Сибур-Химпром» (г. Пермь); ООО «Донское газовое Общество» (г. Ростов-на-Дону); ЗАО «Газнефтесервис» (г.Ульяновск);  ЗАО «Кубаньмежрайгаз», ООО «АГНС», ОАО «Роснефть-Кубаньнефтепродукт», (Краснодарский край); ООО «Умань-Агро» (Липецкая область);  ОАО «Казаньоргсинтез» (г. Казань);  ОАО «НК  Роснефть-Ставрополье» (Ставропольский край); ООО «Трансгаз» (Челябинская область) и др.
За рубежом потребителями продукции АО «Уралоргсинтез» являются: «БП Европа СЕ» (Польша); «Орлен Газ СП» (Польша); «Пробугаз» (Словакия), ООО «Принтемс» (Молдова); «Интергаз Хунгария Црт» (Венгрия); ОАО «Энергия ВПК» (Украина); ИООО «Сибур-Белсервис» (Белоруссия).

## Достижения
Продукция АО «Уралоргсинтез» (газ углеводородный сжиженный для коммунально-бытового потребления марки СПБТ) отмечена дипломом победителя конкурса программы «Российское качество».
Продукция АО «Уралоргсинтез» (эфир метил-трет-бутиловый) отмечена золотым значком конкурса программы «100 лучших товаров России».
В 2011 году эфир метил-трет-бутиловый в Региональном и Федеральном этапах стал дипломантом Программы «100 лучших товаров России».
В соответствии с Итоговым протоколом Региональной комиссии по качеству Пермского края от 11.11.2011 года главный инженер награждён Благодарственным письмом Губернатора Пермского края за значительный вклад в качество выпускаемой продукции.
В рамках Всероссийского Конкурса Программы «100 лучших товаров России» в 2011 году вручен Почетный знак «Отличник качества» начальнику УНКП – А. В. Дееву.
В 2011 году ОАО «Уралоргсинтез» принял участие в конкурсе Премии Правительства РФ в области качества и стал дипломантом конкурса правительства РФ в области качества.